# Gene Snitsky
Eugene Alan Snitsky (Nesquehoning, Pensilvania, 14 de enero de 1970) es un luchador profesional estadounidense semirretirado famoso por su trabajo en la World Wrestling Entertainment.

## Carrera

### World Wrestling Entertainment (2004-2008)

#### 2004-2005
Snitsky debutó en la WWE el 13 de septiembre de 2004 en  el coliseo RAW. Se enfrentó a Kane en un combate sin descalificación, aparentando ser un jobber. Sin embargo, durante el combate Snitsky golpeó a Kane con una silla, haciendo que cayese sobre su esposa embarazada Lita, lo que le causó un aborto (kayfabe). Snitsky insistió en no ser responsable del incidente, y "no fue culpa mía" ("It wasn't my fault") fue su frase más repetida por un tiempo.
Tras esto entró en un enfrentamiento con Kane, enfrentándose en Taboo Tuesday 2004. En el evento, Snitsky derrotó a Kane clavando el borde de una silla en la garganta de Kane, dejándole lesionado por un tiempo. Además, Kane se encontraba produciendo su película See No Evil durante el lapso. Finalmente, Kane volvió en New Year's Revolution, ocasión en la que derrotó a Snitsky.
En Survivor Series 2004, Snitsky se enfrentó a un personaje similar a él, Heidenreich. Tuvieron un momento en el backstage en el que Gene le dijo a Heidenreich "me gusta... Tu poesía", y este le replicó "me gusta... Lo que le haces... A los bebés", respirando pesadamente. En Royal Rumble de 2005, Snitsky entró el vigésimo séptimo, eliminando a Paul London (provocándole una lesión), aunque terminó siendo eliminado por Batista. En ese mismo evento, Gene planeó interferir en el combate de Heidenreich y The Undertaker. Sin embargo, Kane estaba oculto en el ataúd e impidió la acción.
Estuvo inactivo durante abril y mayo de 2005 debido a una trombosis. Volvió el 28 de mayo de 2005, donde comenzó un feudo con Chris Benoit. Poco más tarde, en One Night Stand, Snitsky fue contratado, junto a varios otros, por Eric Bischoff para arruinar el evento. Durante las semanas siguientes, Snitsky fue usado por Edge y Lita para atacar a Kane, así como usado como esbirro por Eric Bischoff. En varios segmentos, Snitsky reveló (kayfabe) tener un rasgo de fetichismo de pies, lo que fue aprovechado por Edge para que Snitsky volviese a atacar a Kane con la condición que este huela los pies de Lita. Además, el pasado de Lita y Snitsky fue olvidado cuando ella admitió que no era culpa suya, y le agradeció a Gene el haber impedido que el hijo de Kane naciese con un beso.
Tras haber acabado el feudo, Gene combatió contra Shelton Benjamin por el Campeonato Intercontinental, pero Snitsky perdió por descalificación. El 18 de julio de 2005, en RAW, Snitsky participó en un Lumbarjack Match entre John Cena y Chris Jericho. Más tarde tuvo otro feudo con Big Show, enfrentándose en Unforgiven 2005 y ganando Show. Tras un tiempo, Snitsky formó un tag team con Tyson Tomko. El equipo demostró gran poder, ya que en su primera lucha derrotaron a V-Squared (Val Venis & Viscera); durante las semanas siguientes continuarían teniendo victorias, enfrentándose a Kane & Big Show por los Campeonatos en Parejas, pero perdiendo.

#### 2006-2008

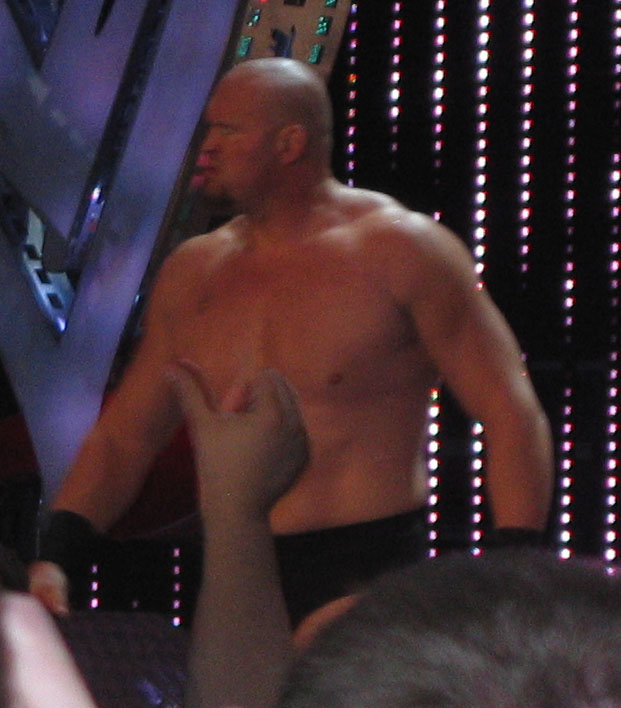
Snitsky en su gimnick de psicópata.

En abril de 2006, el equipo se rompió al ser liberado Tomko de su contrato. Tras ello, Snitsky se volvió face (bueno) y formó otro equipo con Goldust, siendo llamado extraoficialmente "The Odd Squad". El dúo compitió mayoritariamente en Heat, hasta que se deshizo al salir Goldust de la WWE. En su paso por ECW como heel, atacó a varios luchadores entre ellos a Matt Striker, Tommy Dreamer y CM Punk, después en varias ediciones de ECW atacó a extreme expose (Kelly Kelly, Layla y Brooke), y se lesionó en un combate contra Big Show.
Después de su regreso hizo combates luchando contra luchadores físicamente inferiores, tales como es el caso de Nunzio o Balls Mahoney. Fue uno de los luchadores escogidos para participar en el torneo por el Título Mundial de la ECW en Vengeance 2007, pero debido a que sería transferido a RAW en el Draft se le anuló esa posibilidad. En su vuelta a RAW mediante el Draft 2007, apareció calvo y más gordo. Estuvo a punto de conseguir el Campeonato Intercontinental, pero en el último momento perdió. Después de la lucha atacó al campeón Jeff Hardy.
Participó en Royal Rumble 2008 entrando en el N°15 y fue eliminado por el Nº1, The Undertaker, a los 12:25 minutos. En RAW formó equipo con JBL y Umaga contra Shawn Michaels, Chris Jericho y Jeff Hardy, Snitsky salió derrotado.
Participó en el Battle Royal de 24 hombres de WrestleMania XXIV, batalla que finalmente ganó Kane. Más tarde perdió ante Mr.Kennedy, después de que este le aplicase el Mic Check. En un combate contra CM Punk sufrió una lesión tras romperse la nariz, cuando este ejecutó mal su GTS, fue operado y se vio la gravedad de la lesión.
Regresó ante Santino Marella con derrota, tras un roll-up. Luego hizo su reaparición a RAW enfrentando a Rey Mysterio, pero acabó perdiendo tras aplicarle el 619. En el RAW del 24 de noviembre de 2008 se enfrentó a CM Punk en el torneo por el Campeonato Intercontinental. El combate acabó con victoria de CM Punk. El 11 de diciembre la WWE rescindió su contrato deseándole lo mejor en su futuro.

### Circuito independiente (2008-2018)
Tras su salida de la WWE, Snitsky firmó un contrato con la National Wrestling Superstars, trabajó en el circuito independiente, principalmente en Mundo Xtreme Wrestling, donde ganó el último campeonato pesado WXW el 20 de abril de 2012. Dejó vacante el título el 3 de noviembre de 2012. Snitsky grabó su debut con el Impact Wrestling de Total Nonstop Action Wrestling, el 25 de junio de 2014 (que saldrá al aire 24 de julio) como un talón sin nombre, atacando a Tommy Dreamer, Bully Ray y Devon, aparentemente la alineación con Dixie Carter. Sin embargo, Snitsky fue despedido por Carter en la edición del 7 de agosto de 2014 de Impact Wrestling. Anteriormente en el programa, estaban en una Guerra Hardcore de ocho hombres cuando el Equipo Dixie (EC3, Rhino, Rycklon y Snitsky) perdió ante el Equipo Bully (Bully Ray, Devon, Tommy Dreamer y Al Snow). El 4 de noviembre de 2017, Snitsky ganó el Campeonato de peso pesado de la costa derecha en la promoción Right Coast Pro Wrestling con sede en Delaware. Sin embargo, el 19 de mayo de 2018, renunció al título debido a una lesión. El 22 de junio de 2018, Snitsky anunció que planea retirarse de la lucha libre profesional después de trabajar en algunos programas más.

### Major League Wrestling (2023-presente)
El 24 de mayo de 2023, Major League Wrestling anunció que Snitsky regresaría a la lucha libre profesional el 8 de julio en Never Say Never. Ganó su partido de debut al derrotar a El Yoscifer en un partido individual.

## En lucha
- Movimientos finales
  - Jumping big boot
  - Pumphandle powerslam[2]
  - Swinging fireman's carry side slam - 2005-2006
- Movimientos de firma
  - Back body drop
  - Bearhug
  - Body slam
  - Cobra clutch
  - Diving elbow drop
  - Double underhook
  - German suplex
  - Running clothesline
  - Running bicycle kick
  - Scoop powerslam
  - Short-range clothesline
  - Shoulder block
  - Single boston crab
  - Spear
  - Vertical suplex, a veces desde una posición elevada
- Luchadores dirigidos
  - Axl Rotten[2]
- Entrance themes
  - "Hell Camp" by Chris Tsangarides (WWE; 2004-2005)
  - "Not My Fault" by Jim Johnston  (WWE; 2005-2007)
  - "Unglued" by Jim Johnston (WWE; 2007-2008)

## Campeonatos y logros
- Athletik Club Wrestling
  - ACW Tag Team Championship (1 vez) – con Robb Harper[8]

- World Xtreme Wrestling
  - WXW Ultimate Heavyweight Championship (1 vez)
  - WXW Heavyweight Championship (1 vez)[9]
  - WXW Tag Team Championship (1 vez)[9] – con Robb Harper

- Pro Wrestling Illustrated
  - Situado en el N°83 en los PWI 500 del 2005[10]
  - Situado en el N°134 en los PWI 500 del 2008[11]